# 苏莱曼·伊曼巴耶夫
苏莱曼·伊曼巴耶维奇·伊曼巴耶夫（俄语：Сулейман Иманбаевич Иманбаев，1932年2月18日—2017年4月23日）苏联和吉尔吉斯斯坦医生、医疗保健组织者、教师、政治家和公众人物，吉尔吉斯共和国中央选举和公民投票委员会主席（1995—2005年）。

## 生平
1932年2月18日出生于伊塞克湖州塔勒德苏村。苏莱曼的父亲在战争中阵亡。15岁时，伊曼巴耶夫被授予“1941-1945年在伟大的卫国战争中忘我劳动奖章”。
1949年从农村中学毕业，考入吉尔吉斯斯坦国立医学院。
1960—1975年任伏龙芝市（今比什凯克市）卫生局局长，1975—1982年任吉尔吉斯斯坦苏维埃社会主义共和国卫生部副部长，1982—1990年担任吉尔吉斯肿瘤学和放射学研究所所长、吉尔吉斯心脏病研究所副所长。
1986年获社会卫生与医疗保健组织专业高级研究员职称。1990年，他回到比什凯克担任卫生总局局长。